# The United States of America
The United States of America est un groupe de rock psychédélique et expérimental américain, originaire de Los Angeles, en Californie. Ils ne comptent qu'un album, intitulé The United States of America, sorti en 1968, avant de se séparer la même année.

## Biographie
Originaire de Los Angeles, formé en 1967 par Joseph Byrd qui y joint son ancienne petite amie Dorothy Moskowitz, le groupe est composé de Joseph Byrd (musique électronique, harpe électrique, orgue, piano, synthétiseur), Dorothy Moskowitz (voix), Gordon Marron (violon électrique), Rand Forbes (basse) et Craig Woodson (batterie et percussion). Ils sont accompagnés sur scène au piano par Ed Bogas.
En 1963, Byrd et Moskowitz emménagent ensemble à Los Angeles, où Byrd démarre un doctorat d'ethnomusicologie au UCLA. Byrd coforme le New Music Workshop à Los Angeles avec le trompettiste de jazz Don Ellis. Après le départ d'Ellis, il commence à incorporer des éléments de performance artistique pendant les concerts. Moskowitz aide Byrd sur scène, et joue occasionnellement. Byrd et Moskowitz contribuent aussi à un album de musique hindoue de Gayathri Rajapur et Harihar Rao, enregistré en 1965, et publié par Folkways Records en 1968. À une occasion en 1965, pendant la conclusion de la série de concerts et événement appelée Steamed Spring Vegetable Pie, Byrd organise un groupe de blues dirigé par  Linda Ronstadt, l'une de ses amies.
Byrd se retrouve attiré par les politiques radicales et devient membre du Parti communiste américain, expliquant que « c'est le seul groupe discipliné, avec un agenda, ayant pour but de travailler de l'intérieur des institutions existantes pour éduquer et  radicaliser la société américaine ». Il quitte l'UCLA, mais continue ses performances artistiques malgré un budget réduit. Au début de 1967, Byrd démarre une forme de groupe de rock avec d'autres musiciens politiquement impliqués : Michael Agnello, Dorothy Moskowitz, le bassiste Stuart Brotman (ex-Canned Heat et plus tard Kaleidoscope), et le percussionniste Craig Woodson.
La première formation publique du groupe comprend Byrd, Moskowitz, Woodson, et deux musiciens de musique classique contemporaine avec lesquels Byrd a travaillé au sein du New Music Workshop : Gordon Marron (violon) et Rand Forbes (basse). Plus tard, pour quelques enregistrements et performances, ils recrutent l'ami de Marron, Ed Bogas (claviers),. Byrd avait initialement engagé un ingénieur, Tom Oberheim, pour le fabriquer un ring modulator,.
Leur album homonyme, sorti en 1968, débute avec The American Metaphysical Circus où sous un empilement de fanfare patriotique, Moskowitz chante depuis un sous-marin en train de couler. Cloud Song est une mélodie délicate et mystérieuse. Les dernières minutes de The American Way of Love rappellent comme sous l'effet d'un flashback toutes les chansons précédentes. Le groupe se sépare la même année.

## Postérité
Le groupe est devenu culte et a influencé de nombreux autres, notamment Broadcast.

## Discographie
- 1968 : The United States of America